# Love Supply
Love Supply è il primo album della cantante Oceana, pubblicato nel 2009.

## Tracce
1. Pussycat on a Leash
2. Cry Cry
3. Love Supply
4. Fucked Up Situation
5. He Says
6. Bad Boy
7. All Genetic
8. La La
9. Until I See Your Face
10. Upside Down
11. Baby Hold On
12. You Need a Hug

## Classifiche
| Classifica (2009-10) | Posizione più alta |
| -------------------- | ------------------ |
| Francia              | 58                 |
| Grecia               | 2                  |
| Polonia              | 11                 |
| Spagna               | 53                 |